# 후안 안토니오 이피냐
후안 안토니오 이피냐 이사(스페인어: Juan Antonio Ipiña Iza; 1912년 8월 23일, 바스크 주 오르투에야 ~ 1974년 9월 7일, 바스크 주 빌바오)는 스페인의 전 축구 선수이자 감독이었다.
그는 1952년 4월부터 1953년 5월까지 레알 마드리드를 지휘했는데, 마드리드는 앞서 선수 시절이었던 1940년대에 구단 주전으로 활약한 곳이었다. 또한, 바야돌리드, 세비야, 그리고 아틀레틱 빌바오의 감독직을 맡았다.